# Morley Old Hall
Morley Old Hall ist ein Herrenhaus im Dorf Morley Saint Peter, etwa 20 km entfernt von Norwich in der englischen Grafschaft Norfolk. Das mit einem Burggraben versehene Haus wurde im 16. Jahrhundert gebaut und English Heritage hat es als historisches Bauwerk I. Grades gelistet.
Um 1600 baute John Sedley, ein Architekt König Heinrichs VII., das Herrenhaus. Es hat einen U-förmigen Grundriss und zwei Haupt- und zwei Dachgeschosse. Es wurde aus Ziegeln erbaut und sein Dach ist mit einfachen Dachziegeln belegt. Es ist an allen Seiten von einem Graben umschlossen.
In den letzten Jahren gehörte das Haus Edmund Ironside, 1. Baron Ironside, Chefkommandeur der Heimattruppen im Zweiten Weltkrieg, und in den 1970er-Jahren Janet Shand Kydd, der ersten Gattin von Peter Shand Kydd, dem Stiefvater von Diana, Princess of Wales.
Vor seinem Verkauf 2001 verfiel das Herrenhaus zusehends; eine Hauptmauer war bereits in den Graben hinuntergebrochen. Im Mai 2009 bot man das Haus zu einem Preis von £ 2,65 Mio. an. Nach Renovierungsarbeiten für £ 1 Mio. wurde das Haus im April 2012 durch seine neuen Eigentümer Richard und Allison Warden erneut zum Verkauf angeboten, und zwar für £ 3 Mio.